# Gerhard Pedersen
Gerhard Pedersen est un boxeur danois né le 9 avril 1912 à Esbjerg et mort le 4 juin 1987 à Örebro.

## Biographie
Il est médaillé de bronze olympique des poids welters aux Jeux de Berlin en 1936, battant en match pour la médaille de bronze le français Roger Tritz.